# クラドニ図形

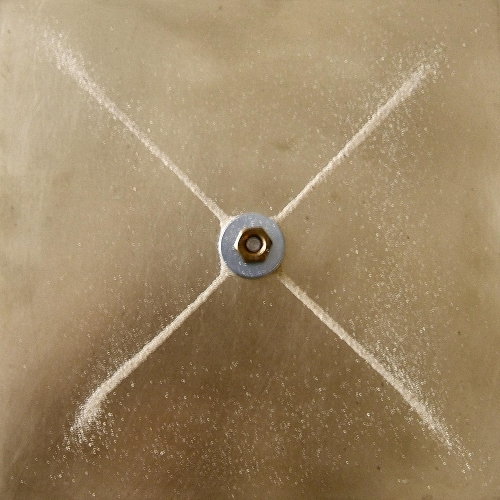
四角形平板に生じるクラドニ図形。ここで振動は平板中心にスピーカーなどの振動元を接続している。

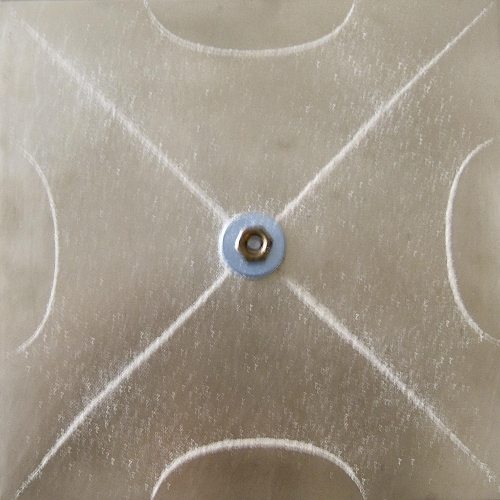
より高い共鳴周波数で現れる図形。

クラドニ図形（Chladni figure）は、ドイツの物理学者エルンスト・クラドニの名にちなんだ図形であり、物体の固有振動の節を可視化する方法である。この図形は1680年7月8日、ロバート・フックによって見出された後、1787年にクラドニの著書に初めて記載された。
金属・プラスチック・ガラス・ボウルなどにピンと張ったラップなどの平面にスピーカーなどで振動を与え音程を変えると、共鳴周波数において平面の強く振動する部分と、振動の節となり振動しない部分が生じる。ここへ例えば塩や砂などの粒体を撒くと、振動によって弾き飛ばされた粒体が節へ集まることで、幾何学的な模様が観察される。
波長が短くなる（音が高くなる）ほど現れる幾何学模様の構造も細かいものになる。平面に用いる材料が均質でない場合はそれに応じて、現れる幾何学模様も影響を受ける。
例えばギターの背面についてもこのクラドニ図形が観察されている。

ギター背面に生じるクラドニ図形